# Schizonella intercedens
Schizonella intercedens är en svampart som beskrevs av Vánky & A. Nagler 1998. Schizonella intercedens ingår i släktet Schizonella och familjen Anthracoideaceae.   Inga underarter finns listade i Catalogue of Life.